# Glendale (Ohio)
Pour les articles homonymes, voir Glendale.
Glendale est un village du comté de Hamilton, dans l’Ohio, aux États-Unis.